# Waverly (Misuri)
Waverly es una ciudad ubicada en el condado de Lafayette en el estado estadounidense de Misuri. En el Censo de 2010 tenía una población de 849 habitantes y una densidad poblacional de 231,01 personas por km².

## Geografía
Waverly se encuentra ubicada en las coordenadas 39°12′25″N 93°31′5″O / 39.20694, -93.51806. Según la Oficina del Censo de los Estados Unidos, Waverly tiene una superficie total de 3.68 km², de la cual 3.27 km² corresponden a tierra firme y (11.13%) 0.41 km² es agua.

## Demografía
Según el censo de 2010, había 849 personas residiendo en Waverly. La densidad de población era de 231,01 hab./km². De los 849 habitantes, Waverly estaba compuesto por el 94.46% blancos, el 2.12% eran afroamericanos, el 0.24% eran amerindios, el 0.24% eran asiáticos, el 0% eran isleños del Pacífico, el 2.12% eran de otras razas y el 0.82% pertenecían a dos o más razas. Del total de la población el 6.12% eran hispanos o latinos de cualquier raza.